# Paralcis junctilinea
Paralcis junctilinea är en fjärilsart som beskrevs av W. Warren 1906. Paralcis junctilinea ingår i släktet Paralcis och familjen mätare. Inga underarter finns listade i Catalogue of Life.